# База передового розгортання

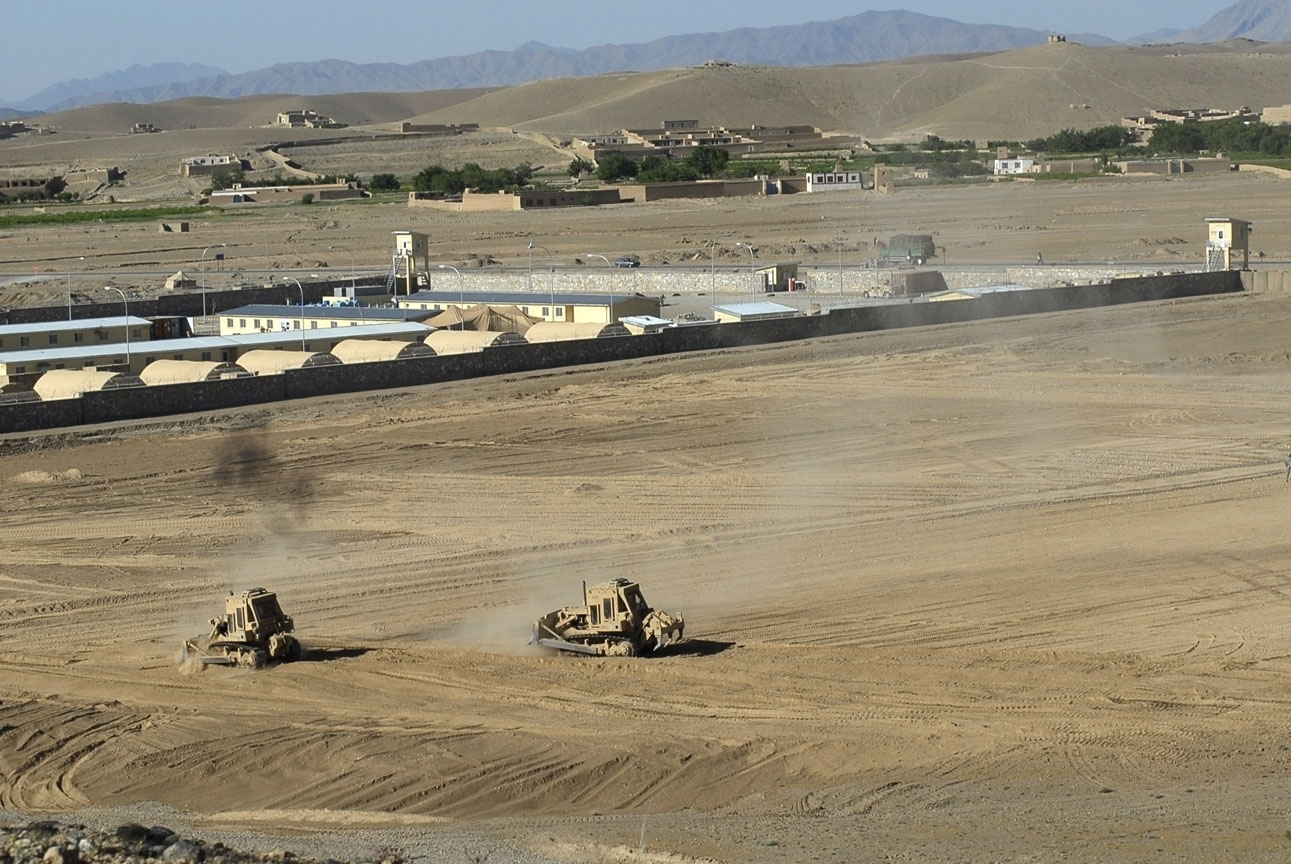
База передового розгортання, провінція Логар, Афганістан.

База передового розгортання (також Передова оперативна база, англ. Forward operating base (FOB)) — будь-яка захищена передова військова позиція, зазвичай військова база, яка використовується для підтримки тактичних операцій. База передового розгортання може також містити аеродром, лікарню, або інші об'єкти. База може бути використана протягом тривалого періоду часу. Бази передового розгортання традиційно підтримуються основними операційними базами, які необхідні для забезпечення їх резервною підтримкою. Бази передового розгортання також покращують час реакції та подовжують можливий час виконання завдань військами, які знаходяться в них.

## Елементи бази передового розгортання
У найпростішій формі база передового розгортання складається з кільця з колючого дроту навколо позиції та укріпленого пункту контролю в'їзду. Більш вдосконалені бази передового розгортання включають в себе такі споруди як земляні вали, бетонні огорожі, ворота, сторожові вежі, бункери та інші об'єкти інфраструктури захисту військ. Вони часто будуються з бастіонами Хеско для захисту від куль, осколків снарядів, шрапнелі тощо.